# 박찬미 (농구 선수)
박찬미(朴贊美, 1965년 - )는 대한민국 여자 농구 국가대표팀 선수였다. 신장은 177cm, 포지션은 포워드이다. 정확한 3점슛이 주무기였다. 1965년 서울에서 1남 3녀 가운데 막내로 태어났으며, 육상선수로 뛰다가 농구로 전향했다. 1984년 선일여자고등학교를 졸업하고 실업팀 태평양화학에 연고선수로 입단했다. 1988년 서울 올림픽에 국가대표로 출전했다. 역시 국가대표 농구 선수였던 박찬숙의 친동생이다.

## 경력
- 선일국민학교
- 선일여자중학교
- 선일여자고등학교
- 태평양화학